# Chełm
Chełm (pronunțat în polonezăⓘ; în ucraineană Холм, transliterat: Holm) este un municipiu în voievodatul Lublin, Polonia. Are o populație de 78 432 locuitori și suprafață de 36,3 km².